# 玛格丽塔披萨

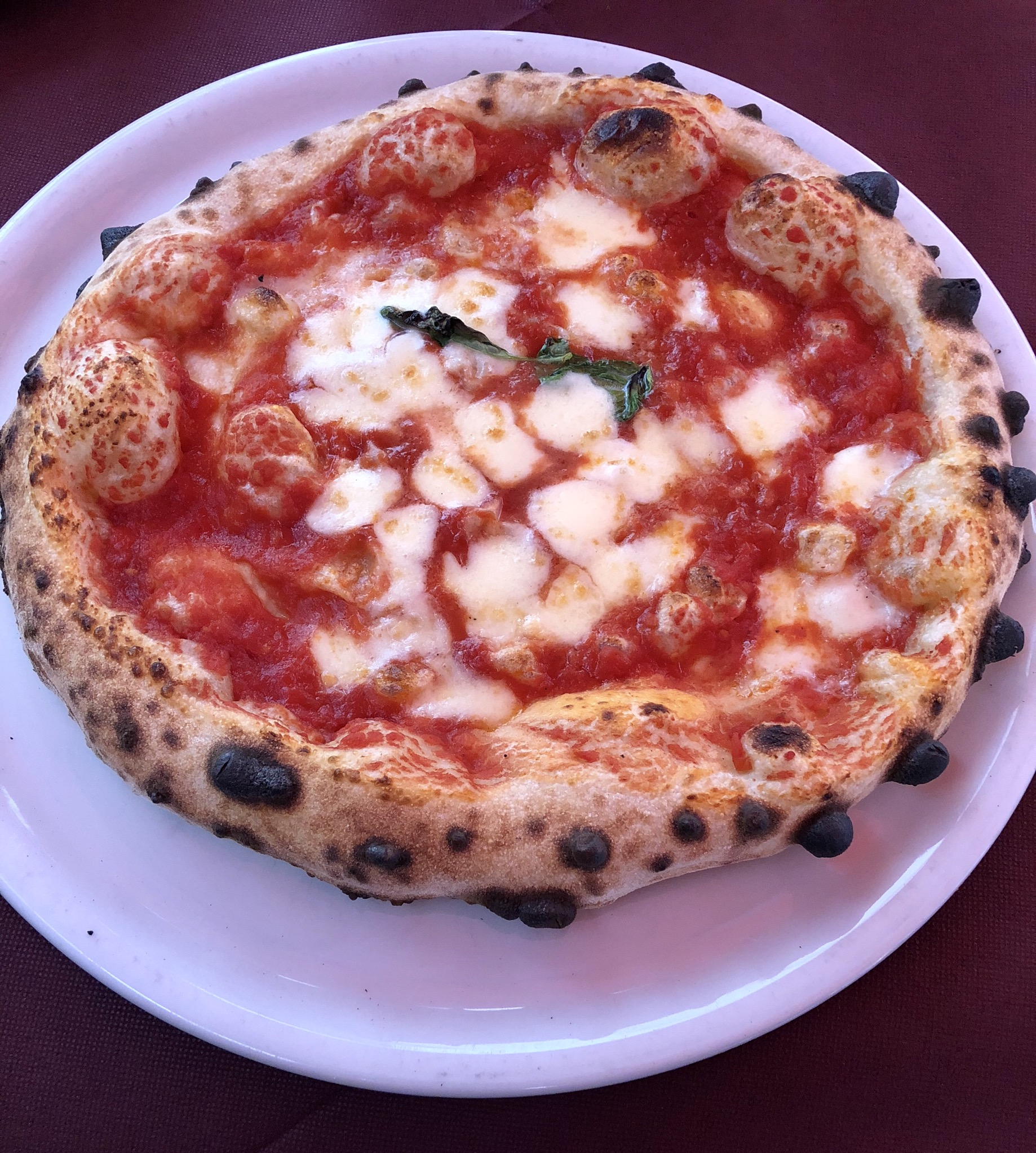
瑪格麗塔披薩

瑪格麗特披薩（Margherita）是義大利的一種披薩餅，也是拿坡里披薩的代表。意大利傳說認為瑪格麗特披薩這個名字是來自於義大利瑪格麗特王后。由於瑪格麗特王后認為這種披薩上「綠色的羅勒、白色的莫薩里拉乾酪、紅色的番茄醬好比義大利國旗」，對這種披薩十分鍾愛，因此用自己的名字命名了這款披薩。發明瑪格麗塔披薩的店家至今仍無定論，拿坡里的兩家披薩店Pietro... e basta così（現改名為Pizzeria Brandi）和Pizzeria Antica Port'Alba都自稱是瑪格麗塔披薩的發明者。

## 瑪格麗特披薩圖集

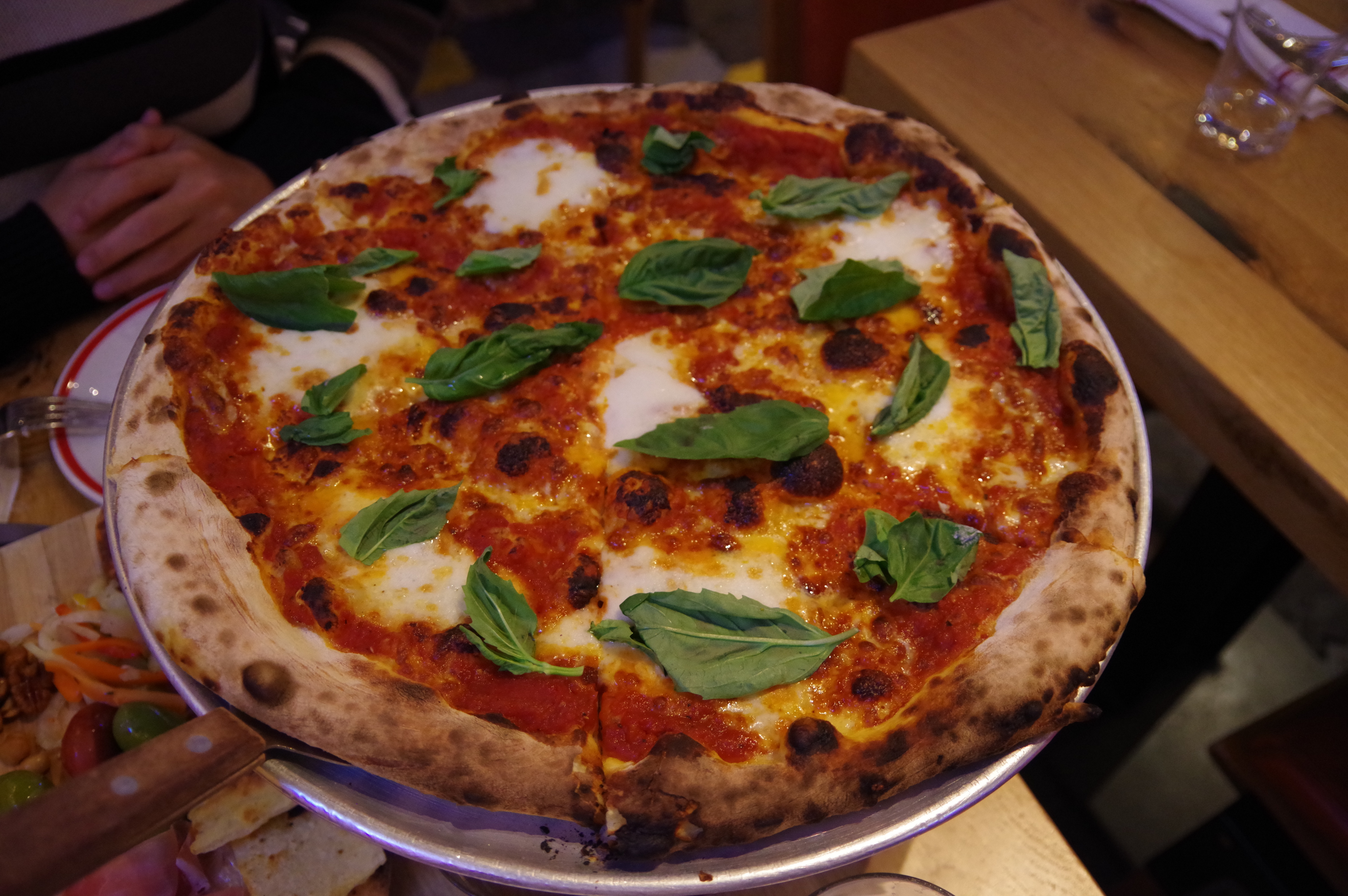
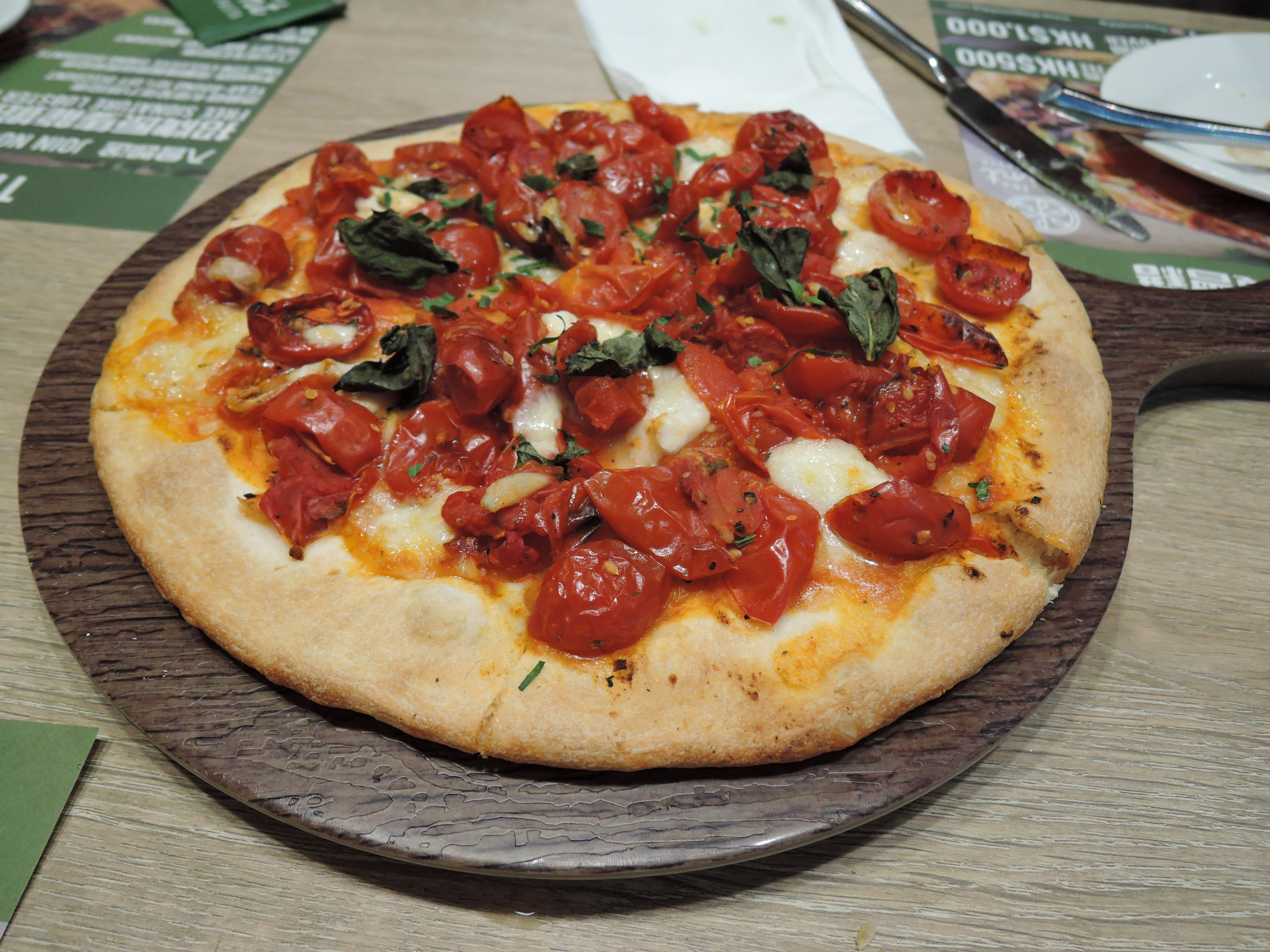
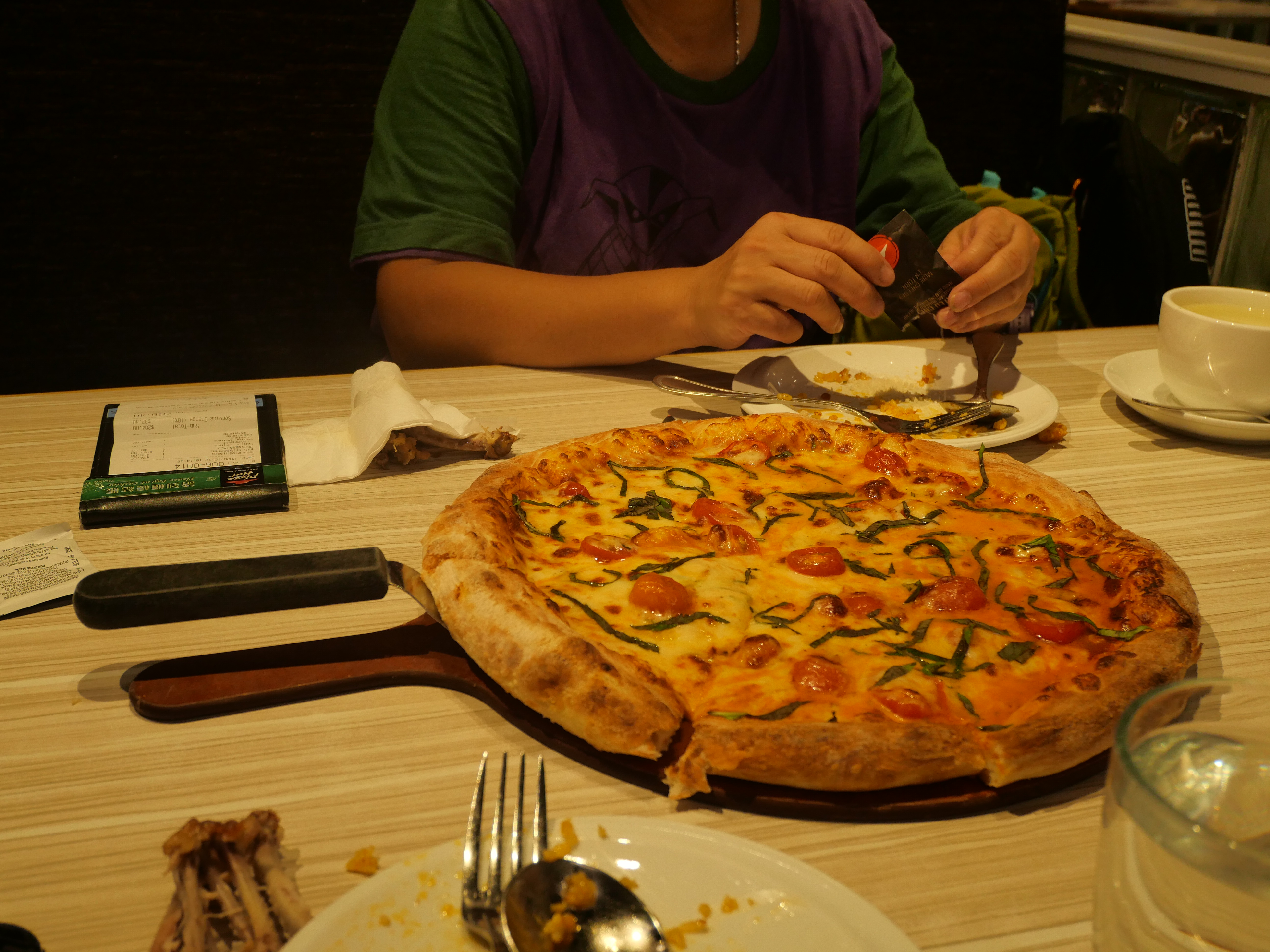

## 外部連結
- Avpn - Associazione Verace Pizza Napoletana （页面存档备份，存于）